# FLARE (芸能事務所)
株式会社FLARE（フレア、FLARE PRODUCTION）は、日本の芸能事務所。

## 概要
メインバンクはみずほ銀行六本木支店。
- 代表取締役：郡佳照
- 執行役員：初田隆吾

## 事業内容
- 芸能事業
- ライブ配信マネジメント
- インターネット広告事業

## 沿革
- 2018年（平成30年）11月に設立。社名は太陽フレアに由来していると言われている[誰によって?]。

## フレアグループ
フレアプロダクションの公式サイトに関連会社として掲載されている企業・組織 
- SF六本木東京デンタル（歯科医院）
- FLARE-Personal（パーソナルジム）